# Биомиметические наноматериалы
Биомиметические наноматериалы или биомиметики	(англ. biomimetic nanomaterials или biomimetics, bioinspired materials) — искусственные наноматериалы, имитирующие свойства биоматериалов или созданные на основе принципов, реализованных в живой природе.

## Описание
Обращение к биологическим примерам, вдохновляющим инженеров на создание новых материалов и технологий, базируется на предположении, что за миллиарды лет эволюции природа создала оптимальные живые конструкции, которые превосходят по эффективности и долговечности конструкции, созданные человеком. Так, изучение «эффекта лотоса», т. е. свойства листьев лотоса не смачиваться дождевой водой и отталкивать грязь за счет своей микро/наноструктурированной поверхности, привело к созданию водоотталкивающих красок и тканей. Полимерные нановолокна, имеющие прочность, сравнимую с прочностью стали, были созданы на основе биологического примера — паутины, нити которой выдерживают втрое большее растяжение, чем стальная проволока такого же диаметра. Плоды репейника явились прототипом при создании синтетического адгезивного материала Velcro, применяемого в широко распространенных креплениях-«липучках».
Многие биомолекулы обладают свойством самосборки в регулярные структуры, например, сократительный белок актин полимеризуется в филаменты толщиной 7 нм, а белок тубулин — в микротрубочки диаметром 25 нм. Использование принципа самосборки и самих биоструктур в качестве матриц позволяет создавать нанопроводники и нанотрубки путем осаждения на биополимеры монослоев металлов. Принцип комплементарности, лежащий в основе сборки молекул ДНК, используется в ДНК-конструировании новых наноматериалов.
Знания о структуре и функциях биологических молекул дают возможность синтезировать гибридные молекулы, включающие в себя пептиды, липиды, органические полимеры, и создавать биомиметические нановолокна, бионеорганические композиты и нанопористые покрытия для тканевой инженерии. В последнее время активно развиваются технологии биомиметического получения наночастиц. Например, белок ферритин, выполняющий функцию переносчика и хранилища железа в организме, формирует нанополости с диаметром внутреннего пространства 8 нм. В них удается получать магнитные наночастицы оксида железа и кобальта размером около 6 нм. Другие подходы используют «выращивание» наночастиц заданного размера в бактериях или в биомассе растений (овса, пшеницы, люцерны). К этим биообъектам добавляются соли металлов, которые восстанавливаются в процессе биокатализа до металлов и формируют наночастицы. Описаны методы получения металлических наночастиц в живых растениях, в воду для полива которых добавляют соли металлов. Наночастицы образуются в стеблях и других частях растений и могут быть выделены оттуда путем экстракции. Размер формирующихся наночастиц задается белками, участвующими в восстановительных реакциях. В ряде случаев установлены пептидные последовательности, ответственные за катализ, что позволило использовать их в виде кольцевых пептидов для формирования наночастиц in vitro. Наночастицы возможно формировать и с помощью вирусных оболочек — капсидов. Белки вирусного капсида собираются в геометрически правильные пространственные структуры с полостью внутри, куда упаковывается геном вируса. Калиброванные металлические наночастицы и нанокомпозиты высокой степени упорядоченности можно собирать как внутри капсида, так и на его поверхности. Биомиметический синтез наночастиц имеет ряд преимуществ: он проходит в более мягких условиях, чем получение наночастиц физико-химическими методами. В масштабах промышленного производства наночастиц это позволит снизить негативное воздействие на окружающую среду.